# Bernat Amat de Cardona i d'Empúries
Bernat Amat de Cardona i d'Empúries (~1242 - ~1310) fou senyor de Torà i Rupit (1275-1310). Està vinculat amb el seu cosí, el comte Ponç V d'Empúries, el qual li donà la vila de Verges.

## Antecedents familiars
Fill de Ramon Folc V de Cardona i Sibil·la d'Empúries.

## Núpcies i descendents
Es casà amb Constança de Pinós i tingueren tres fills:
- Sibil·la, es casà amb el comte Ramon Roger II de Pallars Sobirà, comte de Pallars Sobirà.
- Ramon-Amat de Cardona i de Pinós (?-1234), el succeí a Torà i a Rupit.
- Constança, fou muller de Gilabert de Cruïlles.